# Angela V. Olinto

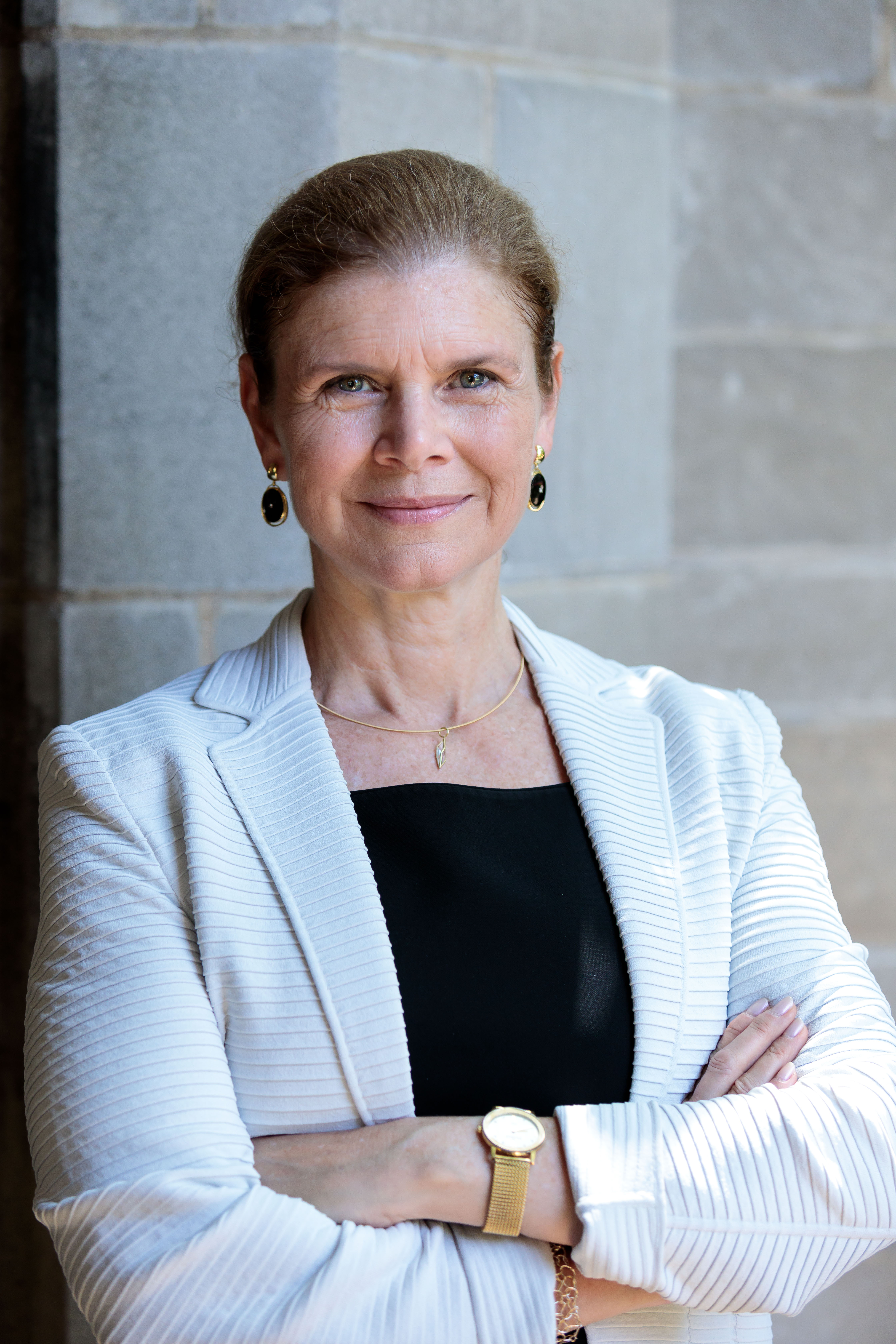
Angela V. Olinto 2018

Angela Villela Olinto (* 19. Januar 1961 in Boston, Massachusetts) ist eine US-amerikanische Astronomin an der University of Chicago.

## Leben und Wirken
Olinto wuchs in Rio de Janeiro und Brasília auf. Sie erwarb 1981 an der Pontifícia Universidade Católica de São Paulo einen Bachelor in Physik und 1987 bei Edward H. Farhi am Massachusetts Institute of Technology (MIT) einen Ph.D., ebenfalls in Physik. Als Postdoktorandin arbeitete sie am Fermi National Accelerator Laboratory.
Seit 1990 ist Olinto an der University of Chicago. Hier hat sie (Stand 2022) eine nach Albert A. Michelson benannte Professur an der Abteilung für Astronomie und Astrophysik inne, der sie insgesamt acht Jahre als Chair vorstand. Seit 2018 ist sie Dekan der dortigen Fakultät für Physikalische Wissenschaften.
Angela Villela Olinto ist vor allem für ihre Arbeiten zur Astroteilchenphysik bekannt. Sie arbeitet zur Herkunft von hochenergetischer kosmischer Strahlung, von Gammastrahlung und von Neutrinos, zur Struktur von Neutronensternen, zur kosmischen Inflation, zu kosmischen Magnetfeldern und zum Wesen der dunklen Materie.
Olinto hat laut Google Scholar einen h-Index von 83, laut Datenbank Scopus einen von 64 (Stand jeweils April 2022).
Sie ist in dritter Ehe mit dem klassischen Gitarristen Sérgio Assad verheiratet.

## Auszeichnungen (Auswahl)
- 2001 Fellow der American Physical Society[4]
- 2012 Fellow der American Association for the Advancement of Science
- 2021 Mitglied der National Academy of Sciences[5]
- 2021 Mitglied der American Academy of Arts and Sciences[6]
- 2022 Mitglied der Academia Brasileira de Ciências[7]